# Robert Warwick
Pour les articles homonymes, voir Warwick.
Robert Warwick est un acteur américain, de son vrai nom Robert Taylor Bien, né à Sacramento (Californie, États-Unis) le 9 octobre 1878, mort à Los Angeles - Quartier Ouest - (Californie, États-Unis) le 6 juin 1964.

## Biographie
Très actif au théâtre, Robert Warwick joue à Broadway (New York) de 1903 à 1929, dans des pièces (la première en 1903 et 1904, Glad of It, aux côtés de John Barrymore, faisant lui aussi ses débuts à Broadway), deux opérettes et une comédie musicale (voir liste complète ci-dessous).
Au cinéma, il collabore à environ deux-cents films américains (dont trente-cinq muets), entre 1914 et 1959. En particulier, durant la période du muet, il apparaît dans plusieurs films de réalisateurs français alors expatriés à Hollywood, Maurice Tourneur, Léonce Perret, Albert Capellani et Émile Chautard (ce dernier s'installant définitivement aux États-Unis et naturalisé américain). Notons encore qu'en 1942, il figure au générique de Ma femme est une sorcière, réalisé par René Clair, autre expatrié à l'époque.
À la télévision, après un téléfilm en 1937, Robert Warwick participe à des séries, de 1949 à 1962, année où il se retire, deux ans avant sa mort.

## Théâtre (à Broadway)
Pièces, sauf mention contraire
- 1903-1904 : Glad of It de Clyde Fitch, avec John Barrymore, Thomas Meighan, Grant Mitchell, Lucile Watson
- 1904 : The Ruling Power d'Elwyn Barron
- 1905 : The Education of Mr. Pipp d'Augustus E. Thomas
- 1907 : Anna Karénine (Anna Karenina) d'Edmond Guiraud, d'après le roman éponyme de Léon Tolstoï, adaptation de Thomas William Broadhurst
- 1908 : The Worth of a Woman de David Graham Phillips
- 1909 : A Woman's Way de Thompson Buchanan
- 1909 : The Dollar Mark de George Broadhurst (en)
- 1909 : Mrs. Dakon de Kate Jordan
- 1910 : Her Husband's Wife d'A.E. Thomas, avec Laura Hope Crews
- 1910-1911 : Two Women de T. Cicconi, adaptation de Rupert Hughes, avec Leslie Carter, Brandon Hurst
- 1911 : The Balkan Princess, comédie musicale, musique de Paul A. Rubens, lyrics de Paul A. Rubens et Arthur Wimperis, livret de Frederick Lonsdale (d'après sa pièce éponyme) et Frank Curzon, avec Alice Brady, Olin Howland
- 1911 : Der Liebeswalzer (The Kiss Waltz), opérette, musique de Carl Michael Ziehrer, livret de Robert Bodanzky et Fritz Grünbaum, nouveaux lyrics de Matthew Woodward, adaptation du livret d'Edgar Smith (en)
- 1912 : An Aztec Romance d'Oreste Bean
- 1912 : Miss Princess, opérette, musique d'Alexander Johnstone, lyrics de Will B. Johnstone, livret de Frank Mandel
- 1913 : The Bridal Path de Thompson Buchanan, avec Fay Bainter, Lucile Watson
- 1913 : The Painted Woman de Frederick Arnold Krummer, mise en scène de John Cromwell, avec Charles Waldron
- 1913 : Rosedale de Lester Wallack, avec Elsie Ferguson
- 1913-1914 : Le Secret (The Secret) d'Henri Bernstein, adaptation produite par David Belasco

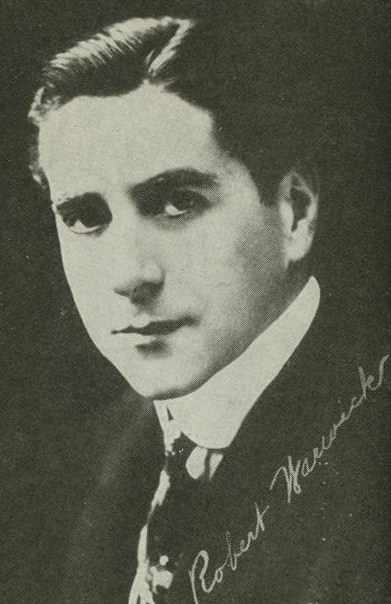
Photographié vers 1915

- 1915 : Une cause célèbre (A Celebrated Case) d'Adolphe d'Ennery et Eugène Cormon, adaptation produite par Charles Frohman et David Belasco
- 1916 : Captain's Brassbound's Conversion de George Bernard Shaw, avec John Cromwell
- 1921 : In the Night Watch de Michael Morton, d'après le roman La Veillée d'armes de Claude Farrère et Lucien Népoty, avec Jeanne Eagels, Edmund Lowe
- 1922 : Drifting de John Colton et D.H. Andrews, mise en scène de John Cromwell, avec Alice Brady, Humphrey Bogart, Lumsden Hare
- 1922 : The Rivals de Richard Brinsley Sheridan, avec Pedro de Cordoba
- 1922 : Aimer (To love) de Paul Géraldy, adaptation de Grace George
- 1924 : Cheeper to marry de Samuel Shipman, avec Berton Churchill, Alan Dinehart, Florence Eldridge
- 1925 : His Queen de John Hastings Turner, avec Lumsden Hare
- 1925-1926 : A Lady's Virtue de (et mise en scène par) Rachel Crothers, avec George Barbier, George Meeker, Mary Nash
- 1926 : Les Deux Orphelines (The Two Orphans) d'Adolphe d'Ennery et Eugène Cormon, adaptation de N. Hart Jackson, avec Fay Bainter, Mary Nash, May Robson
- 1928 : Mrs. Dane's Defense d'Henry Arthur Jones, avec Stanley Logan, Alison Skipworth
- 1928 : Sherlock Holmes de William Gillette, d'après Arthur Conan Doyle, avec Raymond Guion, Stanley Logan
- 1928 : Within the Law de Bayard Veiller, avec Claudette Colbert, Stanley Logan
- 1929 : Nice Women de William A. Grew, avec George Barbier, Sylvia Sidney, Verree Teasdale
- 1929 : A Primer for Lovers de William J. Hurlbut, avec Gavin Muir, Alison Skipworth

## Filmographie partielle

### Au cinéma
- 1914 : The Dollar Mark d'O.A.C. Lund

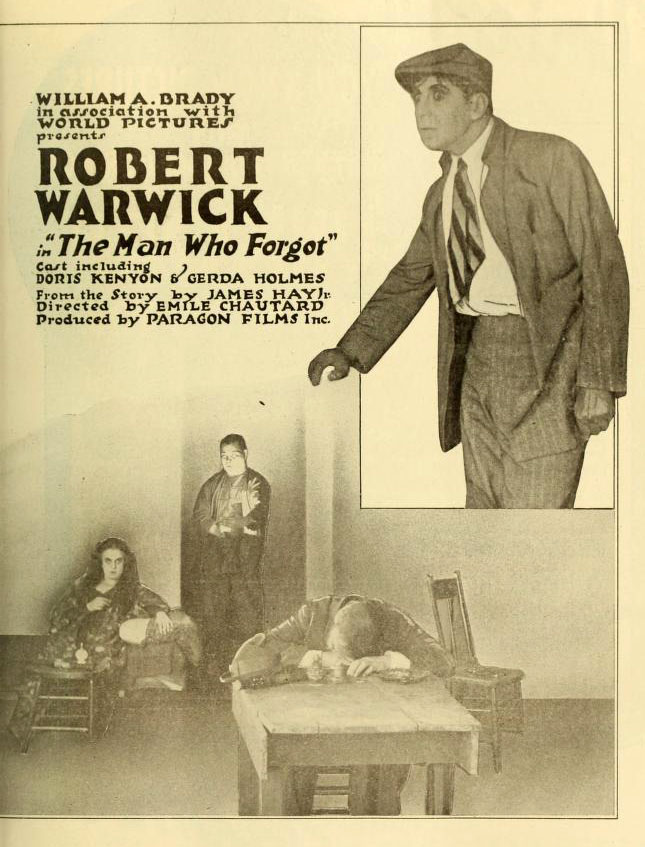
The Man Who Forgot, 1917

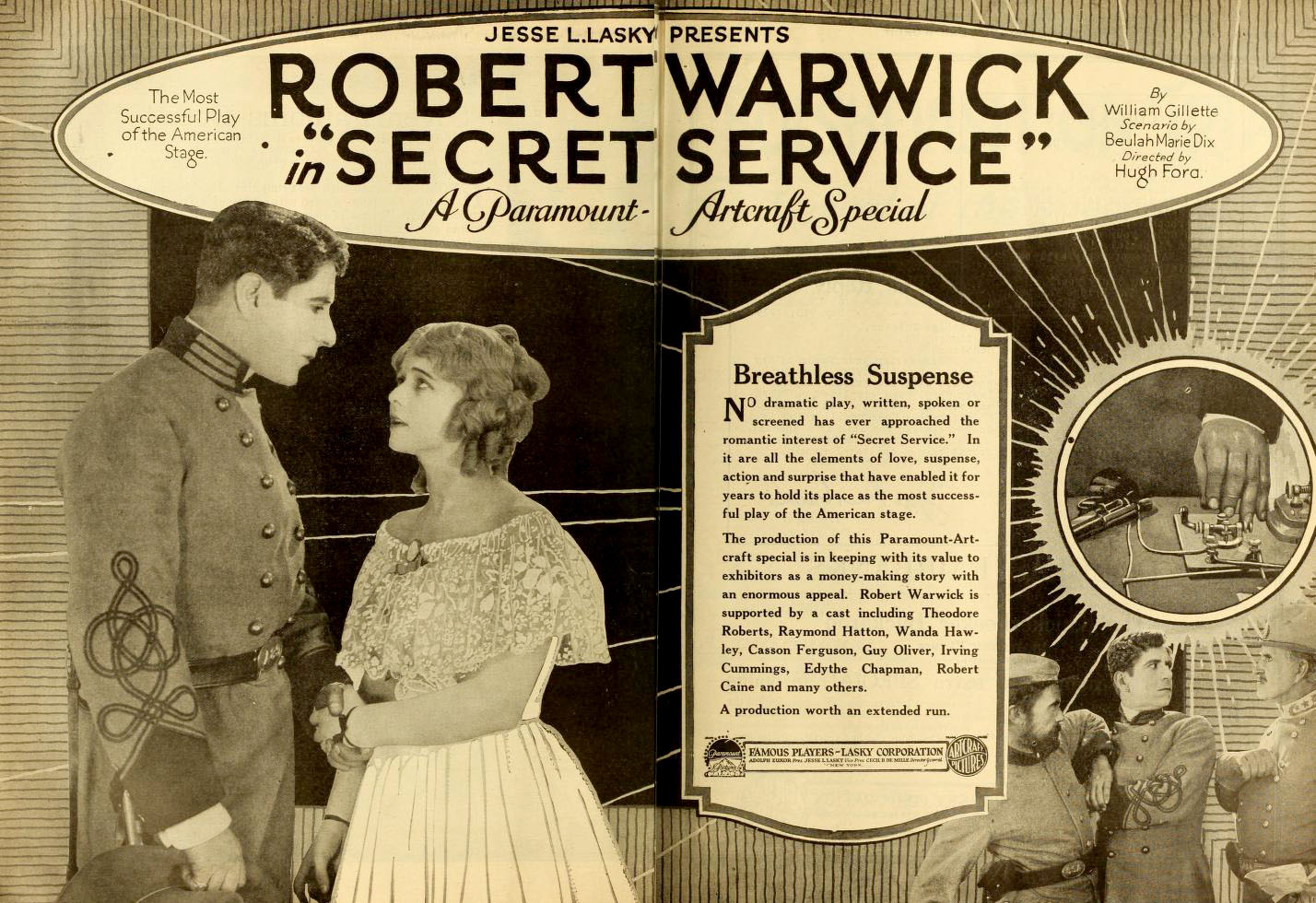
Secret Service, 1919

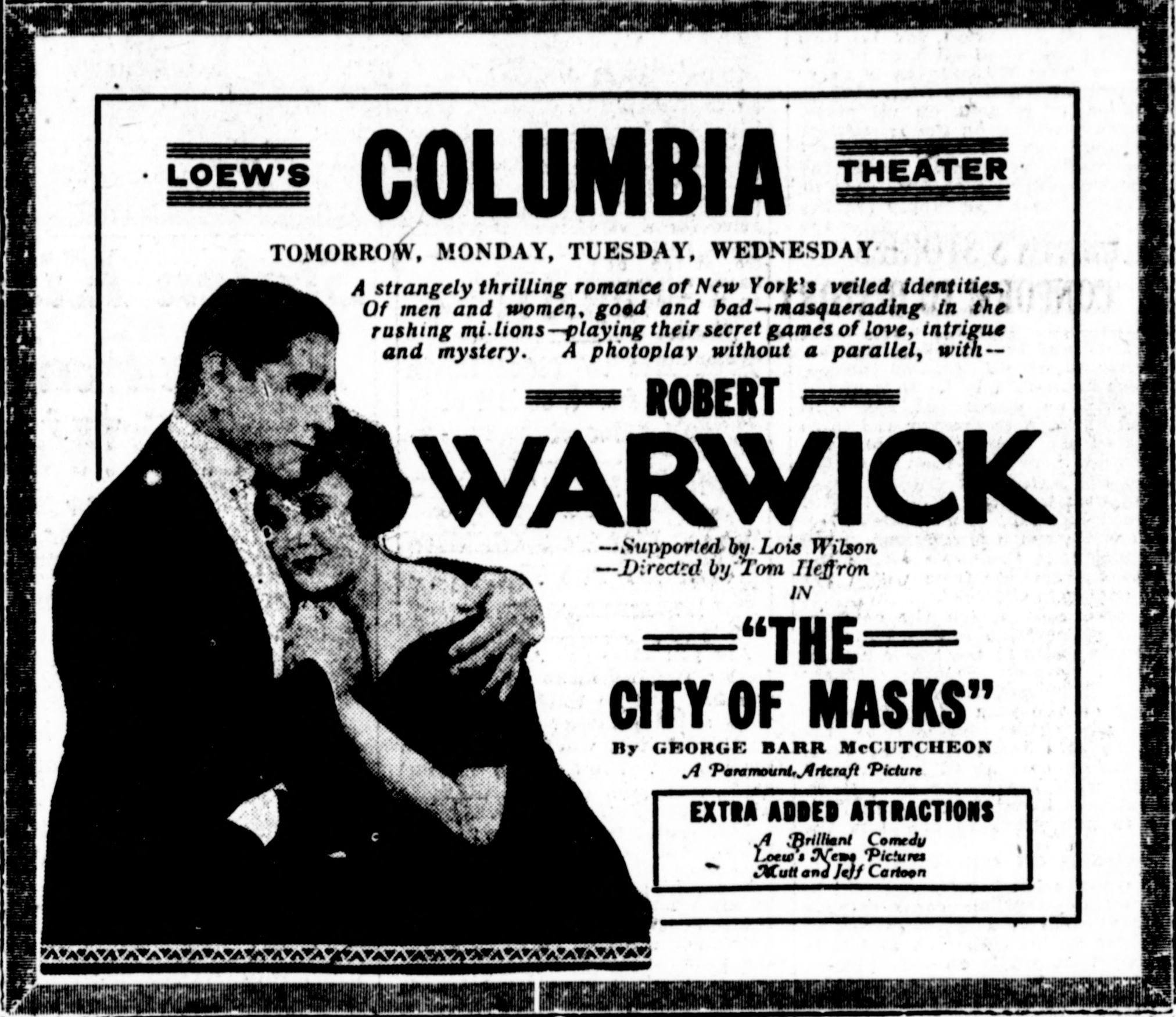
The City of Masks, 1920

- 1914 : La Treizième Heure (Man of the Hour) de Maurice Tourneur
- 1914 : Across the Pacific d'Edwin Carewe
- 1915 : Jimmy le mystérieux (Alias Jimmy Valentine) de Maurice Tourneur
- 1915 : The Man Who Found Himself de Frank Hall Crane
- 1915 : An Indian Diamond de Frank Hall Crane
- 1915 : The Face in the Moonlight d'Albert Capellani
- 1915 : The Stolen Voice de Frank Hall Crane
- 1915 : L'Émeraude fatale (The Flash of an Emerald) d'Albert Capellani
- 1915 : The Sins of Society d'Oscar Eagle
- 1916 : Fruits of Desire d'Oscar Eagle
- 1916 : The Supreme Sacrifice de Lionel Belmore et Harley Knoles
- 1916 : Détresse humaine (Human Driftwood) d'Émile Chautard
- 1916 : Sudden Riches d'Émile Chautard
- 1916 : Vendredi 13 (Friday the 13th) d'Émile Chautard
- 1916 : Le Cœur d'un héros (The Heart of a Hero) d'Émile Chautard
- 1916 : All Man d'Émile Chautard
- 1917 : L'Homme qui a oublié (The Man Who Forgot) d'Émile Chautard
- 1917 : The Argyle Case de Ralph Ince
- 1917 : A Girl's Folly de Maurice Tourneur
- 1917 : Hell Hath No Fury de Charles Bartlett
- 1917 : L'Honneur de la famille (The Family Honor) d'Émile Chautard
- 1917 : Le Maître du silence ou La Main du maître ou Le Comte de Saint-Simon (The Silent Master) de Léonce Perret
- 1917 : The False Friend de Harry Davenport
- 1917 : Folie d'amour (The Mad Lover) de Léonce Perret
- 1918 : Lune de miel imprévue (The Accidental Honeymoon) de Léonce Perret (+ producteur, unique expérience à ce titre)
- 1919 : Secret Service (en) de Hugh Ford
- 1919 : An Adventure in Hearts de James Cruze
- 1920 : Monsieur l'Archiduc (Jack Straw) de William C. de Mille
- 1920 : The City of Masks de Thomas N. Heffron
- 1924 : The Spitfire de Christy Cabanne
- 1931 : A Holy Terror d'Irving Cummings
- 1931 : La Princesse amoureuse (The Royal Bed) de Lowell Sherman
- 1932 : Docteur X (Doctor X) de Michael Curtiz
- 1932 : Je suis un évadé (I am a Fugitive from a Chain Gang) de Mervyn LeRoy
- 1932 : Unashamed de Harry Beaumont
- 1932 : Mon grand (So Big !) de William A. Wellman
- 1932 : The Rich Are Always with Us de Alfred E. Green
- 1932 : Le Valet d'argent (Silver Dollar) d'Alfred E. Green
- 1932 : Frisco Jenny de William A. Wellman
- 1933 : The Power and the Glory de William K. Howard
- 1933 : Deux Femmes (Pilgrimage) de John Ford
- 1933 : Charlie Chan's Greatest Case de Hamilton MacFadden : Dan Winterslip
- 1934 : Cléopâtre (Cleopatra) de Cecil B. DeMille
- 1935 : L'Île des rayons de la mort (The Fighting Marines) de B. Reeves Eason et Joseph Kane
- 1935 : On a volé les perles Koronoff (Whipsaw) de Sam Wood
- 1935 : Le Petit Colonel (The Little Colonel) de David Butler
- 1935 : Le Marquis de Saint-Évremont (A Tale of Two Cities) de Jack Conway et Robert Z. Leonard
- 1935 : Code of the Mounted de Sam Newfield
- 1935 : La Jolie Batelière (The Farmer Takes a Wife) de Victor Fleming
- 1935 : Anna Karénine (Anna Karenina) de Clarence Brown
- 1936 : Le Défenseur silencieux (Tough guy) de Chester M. Franklin
- 1936 : Aventure à Manhattan (Adventure in Manhattan) d'Edward Ludwig
- 1936 : Marie Stuart (Mary of Scotland) de John Ford
- 1936 : L'Or maudit (Sutter's Gold) de James Cruze
- 1936 : Carolyn veut divorcer (The Bride walks Out) de Leigh Jason
- 1936 : Zorro l'indomptable (The Vigilantes are coming) de Ray Taylor et Mack V. Wright
- 1936 : Roméo et Juliette (Romeo and Juliet) de George Cukor
- 1937 : Le Prince et le Pauvre (The Prince and the Pauper) de William Keighley
- 1937 : La Vie d'Émile Zola (The Life of Emile Zola) de William Dieterle
- 1937 : Âmes à la mer (Souls at Sea) d'henry Hathaway
- 1937 : Marie Walewska (Conquest) de Clarence Brown
- 1937 : Cette sacrée vérité (The Awful Truth) de Leo McCarey
- 1938 : Le Cavalier errant (Going Places) de Ray Enright
- 1937 : Jungle Menace d'Harry L. Fraser (serial)
- 1938 : Les Aventures de Robin des Bois (The Adventures of Robin Hood) de Michael Curtiz
- 1939 : L'Île du diable (Devil's Island) de William Clemens
- 1939 : Juarez de William Dieterle
- 1939 : La Vie privée d'Élisabeth d'Angleterre (The Private Lives of Elizabeth and Essex) de Michael Curtiz
- 1940 : Le Gangster de Chicago (The Earl of Chicago) de Richard Thorpe et Victor Saville
- 1940 : L'Île des amours (New Moon) de Robert Z. Leonard
- 1940 : L'Aigle des mers (The Sea Hawk) de Michael Curtiz
- 1941 : Les Voyages de Sullivan (Sullivan's Travels) de Preston Sturges

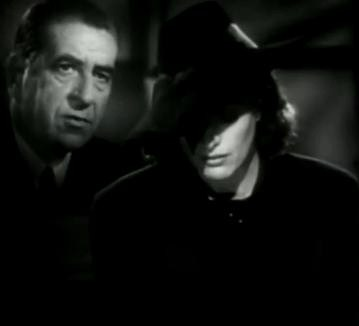
Robert Warwick et Joan Crawford, dans la bande-annonce d’Il était une fois (1941)

- 1941 : Il était une fois (A Woman's Face) de George Cukor
- 1942 : Ma femme est une sorcière (I married a Witch) de René Clair
- 1942 : Tennessee Johnson de William Dieterle
- 1942 : Madame et ses flirts (The Palm Beach Story) de Preston Sturges
- 1943 : Rencontre à Londres (Two Tickets to London) d'Edwin L. Marin
- 1943 : La Ruée sanglante (In Old Oklahoma) d'Albert S. Rogell
- 1944 : Cavalcade musicale (Bowery to Broadway) de Charles Lamont
- 1944 : Kismet de William Dieterle
- 1944 : Héros d'occasion (Hail the Conquering Hero) de Preston Sturges
- 1944 : La Princesse et le Pirate (The Princess and the Pirate) de David Butler
- 1947 : Le Mur invisible (Gentleman's Agreement) d'Elia Kazan
- 1947 : Les Pirates de Monterey (Pirates of Monterey) d'Alfred L. Werker
- 1948 : Les Aventures de don Juan (Adventures of Don Juan) de Vincent Sherman
- 1948 : Massacre à Furnace Creek (Fury at Furnace Creek) d'H. Bruce Humberstone
- 1948 : Les Trois Mousquetaires (The Three Musketeers) de George Sidney
- 1949 : Choc en retour (Impact) d'Arthur Lubin
- 1949 : Secret de femme (A Woman's Secret) de Nicholas Ray
- 1950 : Vengeance corse (Vendetta) de Mel Ferrer
- 1950 : Le Violent (In a Lonely Place) de Nicholas Ray
- 1950 : Francis, le mulet qui parle (Francis) d'Arthur Lubin
- 1950 : Tarzan et la Belle Esclave de Lee Sholem
- 1951 : Le Signe des renégats (Mark of the Renegade) d'Hugo Fregonese
- 1951 : Sugarfoot d'Edwin L. Marin
- 1952 : À l'abordage (Against all Flags) de George Sherman
- 1952 : La Star (The Star) de Stuart Heisler
- 1953 : Courrier pour la Jamaïque (Jamaica Run) de Lewis R. Foster
- 1953 : Fort Alger (Fort Algiers) de Lesley Selander
- 1954 : Tornade (Passion) d'Allan Dwan
- 1954 : Quatre Étranges Cavaliers (Silver Lode) d'Allan Dwan
- 1955 : Madame de Coventry (Lady Godiva of Coventry) d'Arthur Lubin
- 1955 : Le Grand Chef (Chief Crazy Horse) de George Sherman
- 1955 : Les Rubis du prince birman (Escape to Burma) d'Allan Dwan
- 1956 : La Cinquième Victime (While the City Sleeps) de Fritz Lang
- 1957 : Le Vengeur (Shoot-Out at Medicine Bend) de Richard L. Bare
- 1958 : Les Boucaniers (The Buccaneer) d'Anthony Quinn
- 1959 : Tout commença par un baiser (It started with a Kiss) de George Marshall

### À la télévision
Séries, sauf mention contraire
- 1937 : Squadron of Doom, téléfilm de Ford Beebe et Clifford S. Smith
- 1955 : Alfred Hitchcock présente (Alfred Hitchcock presents), Saison 1, épisode 9 The Long Shot de Robert Stevenson
- 1956-1958 : La Flèche brisée (Broken Arrow), Saison 1, épisode 2 Battle at Apache Pass (1956) de Richard L. Bare ; Saison 2, épisode 31 Bear Trap (1958)
- 1957-1959 : Rintintin (The Adventures of Rin Tin Tin), Saison 4, épisode 5 The Last Navajo (1957) et épisode 9 Le Vieux Soldat (Rusty's Strategy, 1957) ; Saison 5, épisode 13 Star of India (1959)
- 1958 : Zorro, Saison 1, épisode 16 Esclaves de l'aigle (Slaves of the Eagle) de Robert Stevenson
- 1960 : La Quatrième Dimension (The Twilight Zone), Saison 1, épisode 18 : Le Lâche (The Last Flight) de William F. Claxton
- 1960 : Peter Gunn, Saison 3, épisode 7 Death across the Board
- 1961 : La Grande Caravane (Wagon Train), Saison 4, épisode 35 The Janet Hale Story de David Lowell Rich
- 1962 : Le Jeune Docteur Kildare (Doctor Kildare), Saison 2, épisode 12 The Bed I'd made